# حلزون آکاوس سبز
حلزون آکاوس سبز (نام علمی: Acavus superbus) نام یک گونه از سرده حلزون آکاوس است.